# Norra Sofielund
Norra Sofielund is een deelgebied (Delområde) in het stadsdeel Södra Innerstaden van de Zweedse stad Malmö. Het gebied ligt ten noorden van de straat Lönngatan tussen de straten Nobelvägen en Lantmannagatan. De gebouwen bestaan grotendeels uit appartementsgebouwen gebouwd tussen 1910 en 1938 en is sindsdien een paar keer gerenoveerd. Opmerkelijk voor de wijk is dat bijna alle gebouwen vier verdiepingen hebben. In de omgeving zijn veel kleine winkels, belhuizen en pizzeria's.